# 木幡の時雨
木幡の時雨（こわたのしぐれ）は、鎌倉時代に成立した擬古物語。作者不詳。全1巻。

## 粗筋
奈良兵部卿右衛門督の次女である中君（なかのきみ）は美貌の姫君だが、彼女の乳母が父親の妾だったことから彼女自身も実母から疎まれ、父親の死後いじめられている。ある時、中君は物忌のため木幡の里（現在の京都府宇治市木幡）に籠もっていたが、時雨の宿りに訪れた中納言に見初められて契りを結ぶ。しかし母親の策略によって2人の仲は引き裂かれ、中納言は三の君（中君の妹）と結婚させられ、中君は石山（現在の滋賀県大津市石山寺）に閉じ込められる。そこで中君は式部卿宮と出会って契りを結ぶ。中君は式部卿宮の双子の男児を産む。一方、三の君は中納言との間に双子の娘を産む。やがて中君は蔵人兵衛佐に求婚され、周囲によって無理矢理結婚させられそうになる。窮地に陥った中君が入水自殺しようとしていたところ、中納言に救われて2人は再び結ばれる。三の君は式部卿宮と結婚する。その後、式部卿宮が即位して三の君は后となり、双子の皇子（実母は中君）はそれぞれ東宮・兵部卿宮となる。中納言は関白に昇進し、双子の娘（実母は三の君）を双子の皇子と結婚させて、一族は大いに栄える。

## 特色
他の擬古物語がそうであるように、『木幡の時雨』も『源氏物語』からの引用や類似表現も多い。また女主人公が入水自殺未遂する点で浮舟や飛鳥井姫君（『狭衣物語』）を下敷きにしていると考えられる。
しかし実母による実子いじめという着想・母親への報復譚がない点で単なる継子いじめ譚からの脱却を試みている点、2組の双子の結婚により幸福な結末を迎える点において一定の独自性を確保しようとしている（古代では多胎児は忌むべきものとされていた）。